# 10 Brygada AL „Zwycięstwo”
10 Brygada AL "Zwycięstwo" – brygada Armii Ludowej, powstała rozkazem Dowództwa Obwodu III AL z dn. 13 września 1944 roku. Podstawę jej składu osobowego stanowili żołnierze Armii Czerwonej, byli jeńcy wojenni zbiegli z niewoli niemieckiej a także dezerterzy z  Ostlegionów(wschodnich formacji kolaboracyjnych u boku III Rzeszy). Przebiła się przez front w potyczce pod Chotczą w nocy z 27 na 28 października 1944 r.  

## Dzieje Brygady
Brygada powstała rozkazem nr 57 Dowództwa Obwodu III Armii Ludowej (AL), z dn. 13 września 1944 roku. Jej dowódcą mianowano st. lejtn. Nikołaja Dońcowa, szefem sztabu mjr Nikołaja Cybulskiego a oficerem politycznym został lejtn. Iwan Gromow. Równocześnie z jej utworzeniem oraz 11 Brygady AL "Wolność", powstało Zgrupowanie Radzieckie pod dowództwem płk. Tierentija Nowaka, ps. "Piotr" i szefa sztabu st. lejtn. Iwana Gonczarowa, którego bazę stanowiły obie Brygady.
Brygada liczyła około 300 ludzi, głównie zbiegłych z niewoli niemieckiej żołnierzy Armii Czerwonej, a także dezerterzy z  Ostlegionów (wschodnich formacji kolaboracyjnych u boku III Rzeszy). Wzięła udział w zwycięskiej bitwie w lasach suchedniowskich (16-19 września 1944 r.), a jej 1. kompania w bitwie pod Gruszką. Wraz z innymi oddziałami AL (2 Brygada "Świt", 2 baon 1 Brygady im. Ziemi Kieleckiej) i BCh (oddział "Hiszpana" ze zgrupowania „Ośki”) przebiła się przez front w potyczce pod Chotczą w nocy z 27 na 28 października.  Około 15% jej stanu osobowego stanowili Polacy. Część z tych Rosjan wcześniej znalazła się w składzie 25 Pułku Piechoty AK, utworzonego 15 lipca 1944 r., w specjalnie utworzonej dla nich kompanii pod dowództwem mjr Nikołaja Cybulskiego, późniejszego szefa sztabu Brygady, z którego odeszli wraz z nim 29 sierpnia 1944 roku. W jednostce była też 16-osobowa grupa wydzielona z oddziału dywersyjno-rozpoznawczego kpt. Aleksandra Filuka, który w połowie lipca przeszedł z Lubelszczyzny do powiatów kieleckiego i koneckiego.(dotarł tam w sierpniu)
Obszarem działania Brygady były kompleksy leśne Kielecczyzny, np. lasy w okolicach Końskich i Przysuchy. Brygada zakończyła działalność partyzancką wraz z wejściem na ten obszar regularnych wojsk Armii Czerwonej 1 Frontu Ukraińskiego. Prawdopodobnie większość jej rosyjskich żołnierzy została, po przejściu procedury filtracyjnej, wcielona do regularnych jednostek ACz.